# پادشاهی گالیسیا-وولینیا
پادشاهی یا شاهزاده‌نشین گالیسیا-وولینیا (اسلاوی شرقی باستان: Галицко-Волинскоє князство، اوکراینی: Галицько-Волинське князівство، لاتین: Regnum Galiciae et Lodomeriae)، همچنین شناخته شده با نام پادشاهی روثِنیا (اسلاوی شرقی باستان: Королѣвство Русь، اوکراینی: Королівство Русі، لاتین: Regnum Russiae) تا سال ۱۲۵۳، یک دولت در مناطق گالیسیا و وولینیا از غرب اوکراین کنونی بود که با فتح گالیسیا توسط شاهزادهٔ وولینیا رومن کبیر، با کمک لِشِک سفید از لهستان ایجاد شد.